# Ouest du Maranhão

Étendue de la région de l'ouest du Maranhão.

L'ouest du Maranhão est l'une des 5 mésorégions de l'État du Maranhão, au Brésil. Elle regroupe 52 municipalités groupées en 3 microrégions.

## Données
La région compte 1 361 681 habitants pour 87 042 km2.

## Microrégions
La mésorégion de l'ouest du Maranhão est subdivisée en 3 microrégions:
- Gurupi
- Imperatriz
- Pindaré